# Saibi
 (septembre 2010).
Saibi ou Saibigain est une montagne de Biscaye, au Pays basque (Espagne), culminant à 943 mètres d'altitude et située dans le parc naturel d'Urkiola.

## Géographie
Il fait partie d'un contrefort du massif d'Eskuagatx dont le point culminant est l'Arrietabaso avec ses 1 011 m d'altitude.
Le Saibi est facilement accessible depuis le col d'Urkiola et depuis le centre d'interprétation du parc. C'est une petite colline herbeuse entourée de forêts dont le versant sud offre une jolie vue sur la plaine alavaise.
Son ascension est appréciée grâce à une vue superbe des rochers du Durangaldea, avec l'Anboto dominant sa partie sud, et l'horizon nord, vers le golfe de Gascogne que l'on arrive à voir au loin, un grand panorama de montagnes biscaïennes et guipuscoanes qui peuvent être identifiées avec une table d'orientation qui se trouve dans son sommet.
Le sommet de cette montagne modeste est couronné par une grande croix en pierre, qui a été érigée après la guerre civile espagnole de 1936.

## Histoire

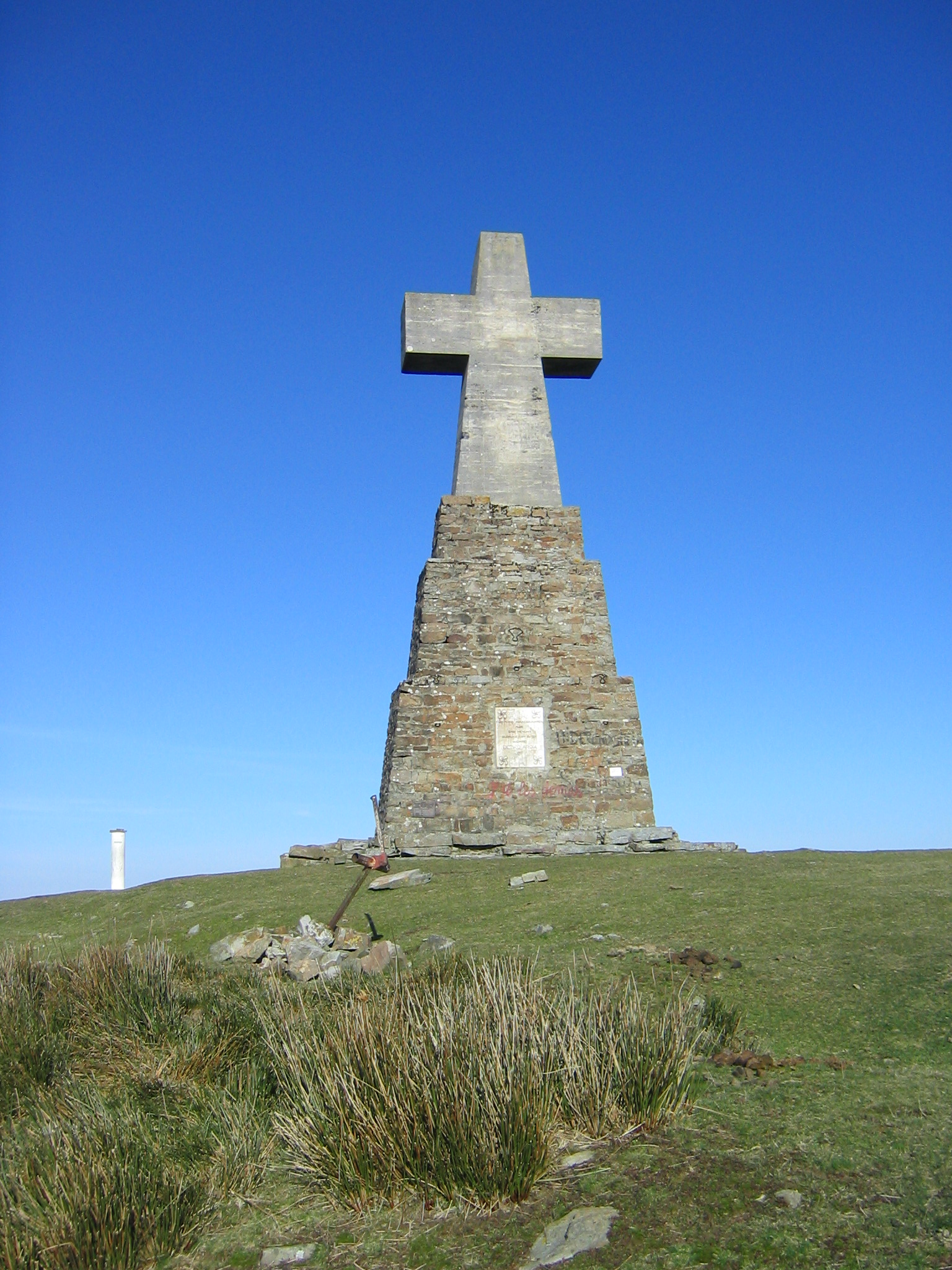
Croix érigée sur le Saibigain.

Au cours de l'hiver 1936, le front nord a détenu la ligne de division des eaux entre le bassin méditerranéen et le bassin cantabrique. Alava est resté entre les mains des insurgés contre le gouvernement légitime de la Seconde République juste après le coup d'État.
La ligne de front passait par Saibi et allait vers les sommets de l'Udalaitz en passant par le Besaide. Le front était défendu par des miliciens de différents groupes politiques et le commandement centralisé à la ville d'Elorrio.
Le sommet du Saibi était un point stratégique pour dominer l'accès à la Biscaye par Urkiola, qui a été historiquement un des passages principaux entre le plateau et le territoire historique. L'armée fasciste aidée par l'aviation bombardait les positions de la montagne Saibi le jour et les troupes terrestres arrivaient parfois même à leur sommet. La nuit les miliciens récupéraient le terrain et le sommet stratégique du Saibigain.
Le 5 avril 1937 se sont produits des escarmouches dans la route entre Otxandio et Urkiola. Le jour suivant, les troupes insurrectionnelles prennent Urkiola et le Tercio de Navarra attaque les positions loyales à Sabigain qui étaient défendues par les bataillons Meabe nº2 y González Peña. À la tombée du jour les Requetés ont pris le Saibigain et les républicains maintiennent Urkiola et le sommet d'Urkiolamendi (montagne Urkiola en basque).
Le 7 avril les insurgés occupent le col d'Azuntze, aux pieds de l'Anboto de l'autre côté d'Urkiolamendi. Cette avance est effectuée par le Tercio Oriamendi qui commence à prendre Urkiolamendi depuis le sud-est tandis que les républicains se replient en abandonnant Urkiola qui est occupé par le Tercio de San Ignacio. À l'aube du 8 avril, la zone d'Urkiola, depuis l'Anboto à Sabigain, est aux mains des rebelles. Le 12, la 2ª Brigada expedicionaria de Asturias (2ª Brigade expéditionnaire d'Asturies) attaque les lignes fascistes du Saibigain et parviennent à conquérir le dessus en faisant reculer le 3º Batallón San Marcial  (3º Bataillon San Martial). Le jour suivant ce sont les bataillons de requetés et le Batallón de Montaña Sicilia (Bataillon de Montagne Sicile) délogent les miliciens asturiens de la montagne stratégique.
Le Sabigain reste aux mains du Batallón Flandres nº5 (bataillon Flandres no 5) qui recule aux premières heures le 14 avril devant l'attaque des bataillons loyaux Sabino Arana y Disciplinario qui sont renforcés par le Salsamendi composé de miliciens du PCE et du batallón Garellano (bataillon Garellano) qu'on se font forts dans la montagne. Au jour suivant les Tercios requetés attaquent et prennent définitivement la place après une bataille dure et sanglante.
Beaucoup, dans les deux camps, sont tombés dans ces combats. Lorsque la guerre s'est terminée les vainqueurs ont érigé une grande croix en pierre en mémoire des compagnons tombés dans les batailles qui se sont déroulées dans ces lieux. À la fin du régime dictatorial on a retrouvé les libertés démocratiques. En 1976, une plaque est placée dans cette croix en mémoire des défenseurs de la légitimité républicaine et de la liberté.
Aujourd'hui les témoins de ces batailles sont les innombrables impacts produits par les bombes sur le flanc sud, ainsi que les restes de tranchées creusées pour la défense du sommet.

## Ascension
Le sommet est très facilement accessible depuis Urkiola. Il est un des itinéraires recommandés depuis le centre d'interprétation du parc. Il y a une autre voie depuis Urkuleta, Mañaria, beaucoup plus difficile car elle a une plus grande déclivité. On peut aussi arriver par le sud.
Depuis Urkiola
En partant du centre d'interprétation, descendre quelques mètres vers la route et prendre la piste qui sort à gauche. Passer la clôture, suivre par la piste dans une montée confortable jusqu'à un croisement qui se trouve juste sous le sommet. De là suivre en face par une colline en pente ou suivre la piste qui dans le plateau se dirige vers la face sud de la montagne. En arrivant à sa fin, prendre la piste dans un succession de trous qui sont les cicatrices des bombes. Suivre vers le sommet indiqué par la grande croix.
Depuis le haut de Zumeltza
Atteindre le col d'Iturriotz (758 m) et suivre vers l'est par un sentier qui monte jusqu'au sommet.
Depuis le quartier d'Urkuleta
En laissant la voiture dans le quartier d'Urkuleta (286 m) à Mañaria, monter par le début de la vallée jusqu'au col d'Iturriotz et là, prendre la route précédente.

Vue du parc naturel d'Urkiola depuis le sommet du Sabigain. De gauche à droite, Arrietabaso, Mugarra, Untzillaitz, Aitz Txiki, Alluitz et Anboto.

Temps d'accès :
- Urkiola (0 h 45 min) ;
- Urkuleta (1 h 45 min) ;
- Zumeltza (1 h 30 min).